# Pilone (architettura egizia)

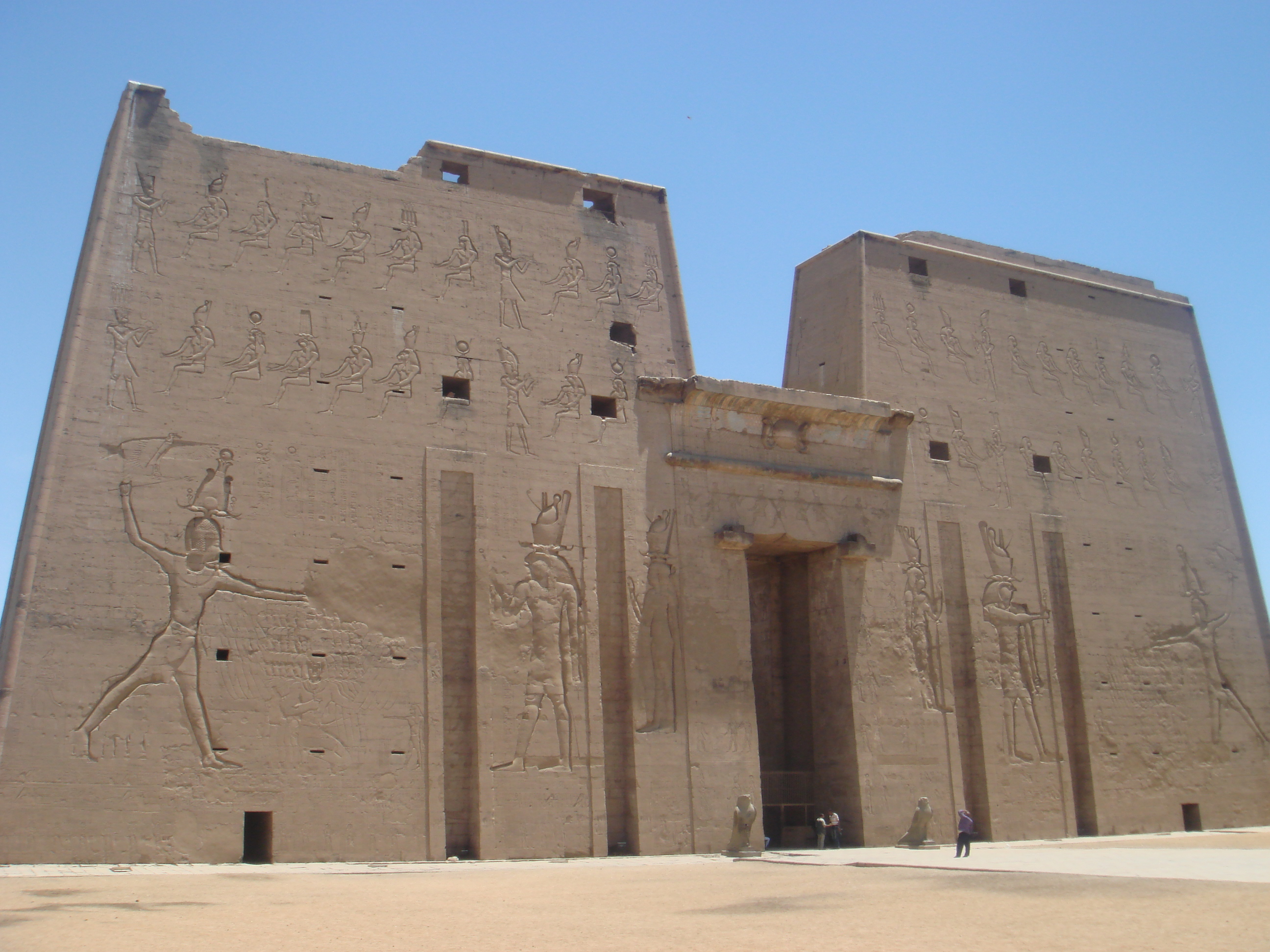
Pilone del tempio di Edfu composto da due torrioni

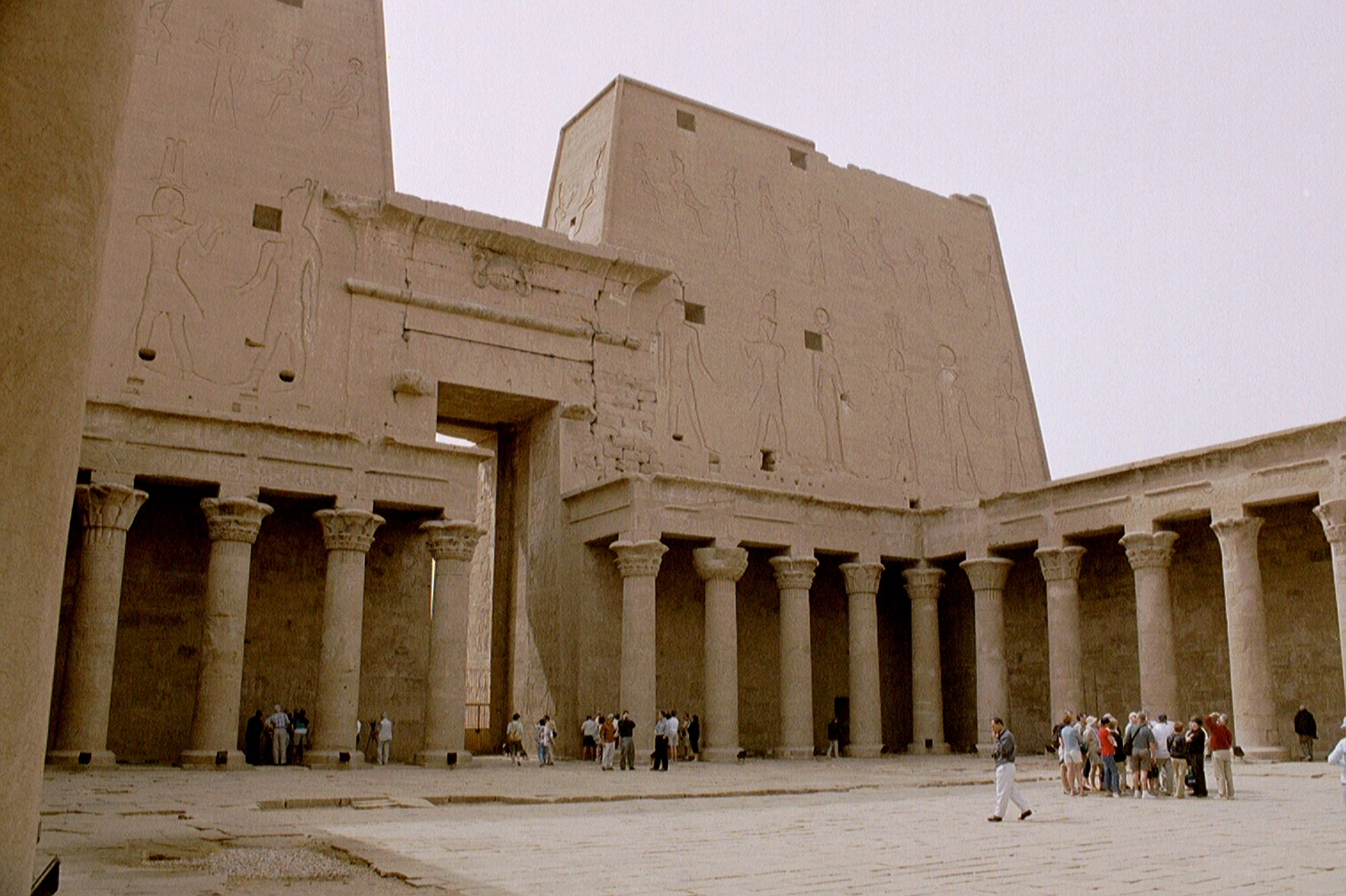
Pilone visto dal cortile anteriore con peristilio

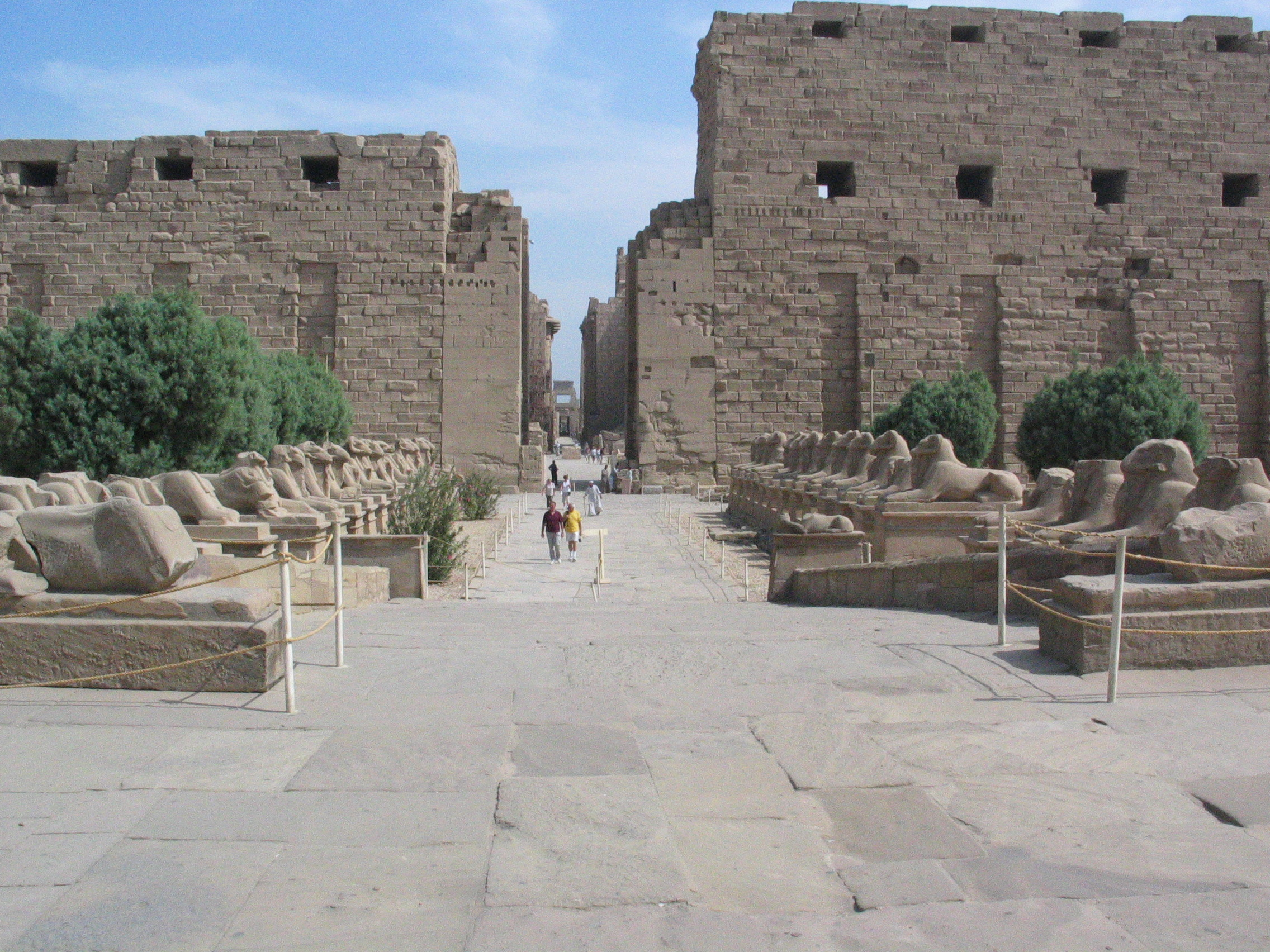
Primo pilone del tempio di Karnak

Con il termine pilone, dal greco pylòn che significa portale e dal nome egizio di bekhent, viene indicato nell'architettura egizia il torrione rettangolare dal cui varco monumentale si accedeva al sacro suolo del tempio e che rappresentava quindi il confine tra il mondo degli uomini e quello degli dei.

## Descrizione
Il pilone era uno degli elementi indispensabili nella costruzione di un tempio egizio attraverso il quale si accedeva al primo cortile con peristilio unico spazio dove poteva accedere il popolo nelle festività.
Costruito in mattoni o in pietra e di notevole altezza, presenta pianta rettangolare con forma trapezoidale rastremata 
verso l'alto e rifinita con modanatura a gola. L'interno generalmente vuoto presenta una serie di locali forse adibiti a magazzini oppure una scala che consente l'accesso alla terrazza.
Esternamente, quasi in cima, vi erano delle nicchie che sorreggevano i supporti, da due a dieci, per inserire alti pennoni con i loro stendardi ma questo numero dipendeva dall'importanza del tempio.

## Storia
Delle oscure origini dei piloni troviamo i primi possibili elementi nel tempio solare di Niuserra, V dinastia, ad Abu Gurab dove si ipotizza che nella cinta muraria della piramide vi sia il prototipo a forma di torre di quello che evolverà nel pilone propriamente detto.
Secondo Flinders Petrie anche il tempio di Abido nella parte risalente alla VI dinastia presenterebbe alcune parti con le nicchie utilizzate per reggere le aste dei vessilli.
Del primo periodo intermedio si trovano alcuni resti nel tempio di Medamud.
Sono state ritrovate costruzioni risalenti alla XII dinastia dove era edificato un solo pilone ma verso la XVIII dinastia divennero due tra i quali vi era inserito il portale del tempio.. L'unione dei due torrioni in alto sopra il portale rappresentava l'orizzonte Akhet.
| N27 |

| N27 |

Con il sovrano Thutmose III iniziò la decorazione dei piloni con rilievi raffiguranti scene di guerra ed ispirate alla Tavoletta di Narmer dove il sovrano tiene per i capelli il nemico ed è pronto a colpire con la sua mazza hedj.
Questo motivo sarà spesso ripetuto anche da altri sovrani perché considerato di magica protezione per il re e per l'Egitto.
Le decorazioni comprendevano anche la sconfitta del Caos rappresentato da animali come il coccodrillo o della consegna da parte del dio Amon al sovrano del khopesh a simbolo di protezione divina per il re.
Nel Nuovo Regno vennero edificati più piloni nello stesso tempio con altezza decrescente come nel tempio di Karnak che ne possiede dieci.
Il primo pilone del tempio misura, secondo Kent, 113 metri di lunghezza, 40 metri di altezza e 15 metri di spessore; presenta delle finestre e quattro nicchie dove erano fissati i pennoni alti 46 metri. Il portale d'accesso al primo cortile era alto 19 metri, largo circa 7 metri e profondo 5 metri.
Da un punto di vista religioso, i piloni rappresentavano le colline dell'Orizzonte tra le quali sorgeva il dio sole.
Ma un'altra ipotesi identificava i piloni nelle due divinità di Iside e Nefti che come protettrici del parto assistevano al sorgere ed al tramonto del sole.